# Caribisch deel van het Koninkrijk der Nederlanden
Het Caribisch deel van het Koninkrijk der Nederlanden (ook Nederlands Caribisch gebied of Nederlandse Caraïben) is het eilandengebied van het Koninkrijk der Nederlanden dat in de Caraïben ligt en uit vier jurisdicties bestaat. Onder het Caribisch deel vallen de drie zelfstandige landen Aruba, Curaçao, Sint-Maarten en daarnaast het geografisch deel van Nederland bekend als Caribisch Nederland bestaande uit de openbare lichamen Bonaire, Sint Eustatius en Saba. Naast het Caribisch deel bestaat het koninkrijk ook uit Europees Nederland.

## Demografie
| Vlag   | Naam           | Hoofdstad   | Gebied  | Bevolking (januari 2019) | Dichtheid |
| ------ | -------------- | ----------- | ------- | ------------------------ | --------- |
|        | Aruba          | Oranjestad  | 180 km2 | 112.309                  | 624/km2   |
|        | Bonaire        | Kralendijk  | 294 km2 | 20.104                   | 69/km2    |
|        | Curaçao        | Willemstad  | 444 km2 | 158.665                  | 358/km2   |
|        | Saba           | The Bottom  | 13 km2  | 1.915                    | 148/km2   |
|        | Sint Eustatius | Oranjestad  | 21 km2  | 3.138                    | 150/km2   |
|        | Sint Maarten   | Philipsburg | 34 km2  | 41.486                   | 1221/km2  |
| Totaal | Totaal         | Totaal      | 986 km2 | 337,617                  | 343/km2   |

## Koninkrijksaangelegenheden
Artikel 3 van het Statuut bepaalt welke beleidsterreinen worden beschouwd als ‘Koninkrijksaangelegenheden’. Deze beleidsterreinen omvatten onder meer de buitenlandse betrekkingen, defensie en de Nederlandse nationaliteit. Hierdoor is er één gezamenlijke minister van Buitenlandse Zaken. Het ministerie van Buitenlandse Zaken en de ambassades, de consulaten en de permanente vertegenwoordigingen in het buitenland werken voor het Koninkrijk als geheel en al zijn samenstellende delen.
Er is daarnaast één gezamenlijke minister van Defensie. Defensie opereert in het gebied als Commandement der Zeemacht in het Caribisch Gebied. De bescherming van het Nederlandse grondgebied in het Caribisch gebied is een taak van de Nederlandse krijgsmacht alleen. Het gebied kent geen NAVO-bescherming op grond van het Noord-Atlantisch Verdrag.
Na de troonwisseling van 30 april 2013 bezochten koning Willem-Alexander en koningin Máxima van 12 november tot 21 november 2013 de zes eilanden in het Caribisch deel.

## Europese Unie
De verdragen van de Europese Unie zijn ondertekend door het Koninkrijk der Nederlanden maar zijn alleen geratificeerd voor het Europees Nederland. Het Caribisch deel heeft de status van Landen en Gebieden Overzee (LGO). Dit geldt voor zowel de autonome landen Aruba, Curaçao en Sint Maarten, als de Openbare Lichamen Bonaire, Saba en Sint Eustatius.
Bonaire, Sint Eustatius en Saba zijn LGO’s gebleven in plaats van Ultra Perifere Gebieden toen zij onderdeel werden van Nederland in oktober 2010. De LGO-status geeft de autonome Landen en Openbare Lichamen een aantal voordelen, bijvoorbeeld met betrekking tot het export- en importbeleid naar en van de EU. Daarnaast kunnen zij financiering ontvangen uit verschillende EU-middelen, bijvoorbeeld het Europees Ontwikkelingsfonds (EOF).